# Кино, Хина
Хина Кино (яп. 木野 日菜 Кино Хина, род. 12 февраля 1997 года, префектура Сайтама, Япония) — японская сэйю.

## Биография
Хина Кино родилась 12 февраля 1997 года в префектуре Сайтама. В период учёбы в средней школе ей особенно понравились аниме-сериалы «One Piece. Большой куш» и Danshi Koukousei no Nichijou. Узнала о профессии сэйю на третьем году средней школы, когда посмотрела интернет-программу Famitsu TV, запущенную одноимённым игровым изданием. Также на неё оказали влияние полнометражный аниме-фильм One Piece: Episode of Chopper Plus — Fuyu ni Saku, Kiseki no Sakura и похвалы за голос. Выбрала карьеру сэйю после перевода в старшую школу.
Поступила в школу по подготовке сэйю на втором году учёбы в старшей школе. Подрабатывала в магазине FamilyMart. После окончания обучения дебютировала в качестве сэйю в видеоигре Thousand Memories (2014). Для этой роли она усердно практиковалась в озвучивании, поскольку нервничала по поводу итогового результата. В 2016 году озвучила девочку по имени Мисато в аниме-сериале «Город, в котором меня нет». Режиссёр аниме-сериала Томохико Ито похвалил Кино за «очень хороший голос» и выразил уверенность, что она станет известной.
Свою первую главную роль Кино получила в аниме-сериале Hybrid × Heart Magias Academy Ataraxia (2016), в котором озвучила Сильвию Силккат. В феврале 2017 года была утверждена на роль Коллон в Shuumatsu Nani Shitemasuka? Isogashii Desuka? Sukutte Moratte Ii Desuka?, трансляция которого проходила с апреля по июнь этого же года. В 2018 году озвучила Саяку Итоми в Katana Maidens: Toji No Miko и Ханако Хонду в Asobi Asobase; в рамках последнего Кино совместно с Кономи Кохарой и Рикой Нагаэ исполнила две музыкальные темы: открывающую «Three Piece» и закрывающую «Inkya Impulse».
В 2020 году озвучила Ранку Оками в Seton Academy: Join the Pack!, а в 2021 году — Аню Симоньян в  Tsuki to Laika to Nosferatu и Машу в японском дубляже российского мультсериала «Маша и Медведь». Среди главных и основных ролей Кино: Лорея в Management of a Novice Alchemist (2022), Фа в RPG Real Estate (2022), Мири Унасака в Buddy Daddies (2023), Суи в «Кулинарные скитания в параллельном мире» (2023), Лилия Кэрол в Head Start at Birth (2024), Акира Синономэ в Train to the End of the World (2024) и другие.
В марте 2023 года Кино посредством своего аккаунта в «Твиттере» объявила о том, что вышла замуж за мужчину, который не работает в индустрии развлечений. 18 июля 2025 года объявила о рождении сына.

## Избранная фильмография

### Аниме-сериалы
2015
- Magical Somera-chan — искусственный человек под номером 1260

2016
- Aikatsu Stars! — Аюми Нарусэ
- Hybrid × Heart Magias Academy Ataraxia — Сильвия Силккат[5]
- «Город, в котором меня нет» — Мисато[4]

2017
- Convenience Store Boy Friends — Мисора Масики
- Gabriel DropOut — Александр, кошка, ребёнок, народ, девочка, пудель, Уэно
- Princess Principal — Джули
- Senki Zessho Symphogear AXZ — Тики
- Shuumatsu Nani Shitemasuka? Isogashii Desuka? Sukutte Moratte Ii Desuka? — Коллон[6]

2018
- Asobi Asobase — Ханако Хонда[8]
- Katana Maidens: Toji No Miko — Саяка Итоми[7]
- Overlord III — Кудерика
- Slow Start — Бамби Фудзии
- «Врата;Штейна 0» — Каэдэ Курусима[21]

2019
- African Office Worker — Смертоносный Хомяк[22]
- Astra Lost in Space — Фунисия Рафаэлли[23]
- Isekai Cheat Magician — Миро, Мэро[24]
- Kemono Friends 2 — афалина
- Mini Toji — Саяка Итоми[25]
- Star Twinkle PreCure — Фува[26]
- Sword Art Online: Alicization — Линель
- Wataten! — Ю Мацумото
- YU-NO: A Girl Who Chants Love at the Bound of this World — Аи
- «Госпожа Кагуя: В любви как на войне» — Мики

2020
- Kiratto Pri Chan (третий сезон) — Чагамамацу Райа
- Kuma Kuma Kuma Bear — Флора
- Seton Academy: Join the Pack! — Ранка Оками[10]

2021
- Heaven’s Design Team — Кэнта[27]
- iii Icecrin — Мабубу[28]
- Sakugan — Реджия
- Tsuki to Laika to Nosferatu — Аня Симоньян[11]

2022
- iii Icecrin 2 — Мабубу[29]
- Management of a Novice Alchemist — Лорея[13]
- PuniRunes — Курун[30]
- RPG Real Estate — Фа[14]
- She Professed Herself Pupil of the Wise Man — Пэм
- Shine Post — Хинацу Хиномото[31]
- The Devil Is a Part-Timer!! — Алас Рамус[32]

2023
- A Playthrough of a Certain Dude’s VRMMO Life — Натальния[33]
- Ayakashi Triangle — Люси Цукиока[34]
- Buddy Daddies — Мири Унасака[15]
- Classroom for Heroes — Кухулин[35]
- Kuma Kuma Kuma Bear Punch! — Флора[36]
- Kusuriya no Hitorigoto — Лишу[37]
- Spy Classroom — Фине
- Tengoku Daimakyou — Ома
- The Demon Sword Master of Excalibur Academy — Альтилия Рэй Ортилис
- The Devil Is a Part-Timer!! (вторая часть) — Алас Рамус
- The Vexations of a Shut-In Vampire Princess — Кохару Минэнага[38]
- World Dai Star — Дугон
- «Кулинарные скитания в параллельном мире» — Суи[16]

2024
- Head Start at Birth — Лилия Кэрол[17]
- No Longer Allowed in Another World — Мелос[39]
- Oshi no Ko (второй сезон) — Цукуёми[40]
- PuniRunes Puni 2 — Курун
- Sengoku Yoko — Фуко
- The Magical Girl and the Evil Lieutenant Used to Be Archenemies — Слайм
- Train to the End of the World — Акира Синономэ[18]

2025
- Apocalypse Hotel — Тамако[41]
- I’m Living with an Otaku NEET Kunoichi!? — Канна Нацуми[42]
- Kusuriya no Hitorigoto (второй сезон) — Лишу
- PuniRunes Puni 3 — Курун[43]
- «Дни Сакамото» — Хана Сакамото[44]
- «Медалистка» — Рёка Микэта[45]

2026
- Oshi no Ko (третий сезон) — Цукуёми

### Аниме-фильмы
- 2015 — Typhoon Noruda — Тама-тян
- 2019 — Eiga Star☆Twinkle PreCure: Hoshi no Uta ni Omoi wo Komete — Фува[46]
- 2019 — PreCure Miracle Universe — Фува
- 2019 — «На твоей волне» — Хинако Мукаймидзу (в детстве)
- 2020 — Pretty Cure Miracle Leap: A Strange Day With Everyone — Пушистик
- 2022 — Wataten!: An Angel Flew Down to Me: Precious Friends — Ю Мацумото
- 2024 — Trapezium — Сати Мидзуно
- 2025 — Colorful Stage! The Movie: A Miku Who Can't Sing — Эму Отори[47]

### OVA/ONA
- 2018 — Robot Girls NEO — Зет-тян[48]
- 2021 — The Heike Story — император Го-Тоба, Яся Годзэн
- 2022 —  Petit Seka — Эму Отори
- 2022 — Romantic Killer — героиня-«Романтический триллер»
- 2023 — Elemon — Салтиус, Куро, мальчик на скейтборде
- 2024 — Pokétoon — Мэг[49]

### Компьютерные игры
2014
- Thousand Memories[1] — призрачная демонесса-воровка Рино

2015
- Atelier Sophie: The Alchemist of the Mysterious Book — Атомина[50]
- «Врата;Штейна 0» — Каэдэ Курусима[51]

2016
- Atelier Firis: The Alchemist and the Mysterious Journey — Атомина[52]
- Grimms Notes — Гретель[53]
- Plastic Memories — Челси[54]

2017
- Kansen × Shojo — Карунадэ Сякудзё[55]
- Quiz RPG: The World of Mystic Wiz — Эстель Мока

2018
- Katana Maidens: Toji No Miko — Kizamishi Issen no Tomoshibi — Саяка Итоми
- Magia Record — Икуми Макино
- Robot Girls Z Online — Зет-тян (Нео)[56]
- Senki Zessho Symphogear XD Unlimited — Тики
- The Alchemist Code — Моа[57]

2019
- Da Capo 4 — Мицуми Токисака
- Kyouto Kotoba RPG: Kotodaman — афалина[58]
- Monster Strike — Урири

2020
- Crash Fever — Бенедикт
- Hatsune Miku: Colorful Stage! — Эму Отори[59]
- Kemono Friends 3 — афалина
- Ogre Tale — Юмэ[60]
- Princess Connect! Re:Dive — Рафи[61]
- Starea Days Wicked — Перл Спелллайт[62]
- Sword Art Online: Alicization Lycoris — Линель[63]
- Trials of Mana — дриада, Люгер (в детстве), Мик

2021
- Cookie Run: Kingdom — Печенька «Лунный кролик»
- Deep Insanity: Asylum — Пентесилея[64]
- Fuga: Melodies of Steel 2 — Мэй Марципан[65]
- Loopers — Холли[66]
- Miitopia — женский голос Мии
- SINce Memories: Off the Starry Sky — Рин Инахо[67]

2022
- Anonymous;Code — Нонока Хосё[68]
- Azur Lane — HMS Janus
- Honkai Impact 3rd — Грисео[69]
- Relayer — Марс[70]
- White Cat Project — Мелалеука[71]
- World II World — Кирара[72]

2023
- Amnesia in the Sky — Дон Кихот[73]
- Assault Lily Last Bullet — Макина Кагава
- Crymachina — Лилли[74]
- Fire Emblem Engage — Гортензия[75]
- Genshin Impact — Сиджвин[76][77]

2024
- Fire Emblem Heroes — Гортензия
- Snowbreak: Containment Zone — Итчель Густав

### Другие роли
- 2021 — мультсериал «Маша и Медведь» — Маша (дублирование)[12]
- 2022 — игровой фильм Anime Supremacy! — Маю (озвучивание)[78]

## Награды и номинации
| Год  | Награда               | Результат | Категория                                           | Работа                           | Прим.  |
| ---- | --------------------- | --------- | --------------------------------------------------- | -------------------------------- | ------ |
| 2019 | Anime Trending Awards | 8-е место | Эндинг года (вместе с Кономи Кохарой и Рикой Нагаэ) | «Inkya Impulse» из Asobi Asobase | [ 79 ] |